# جشن فوکاگاوا

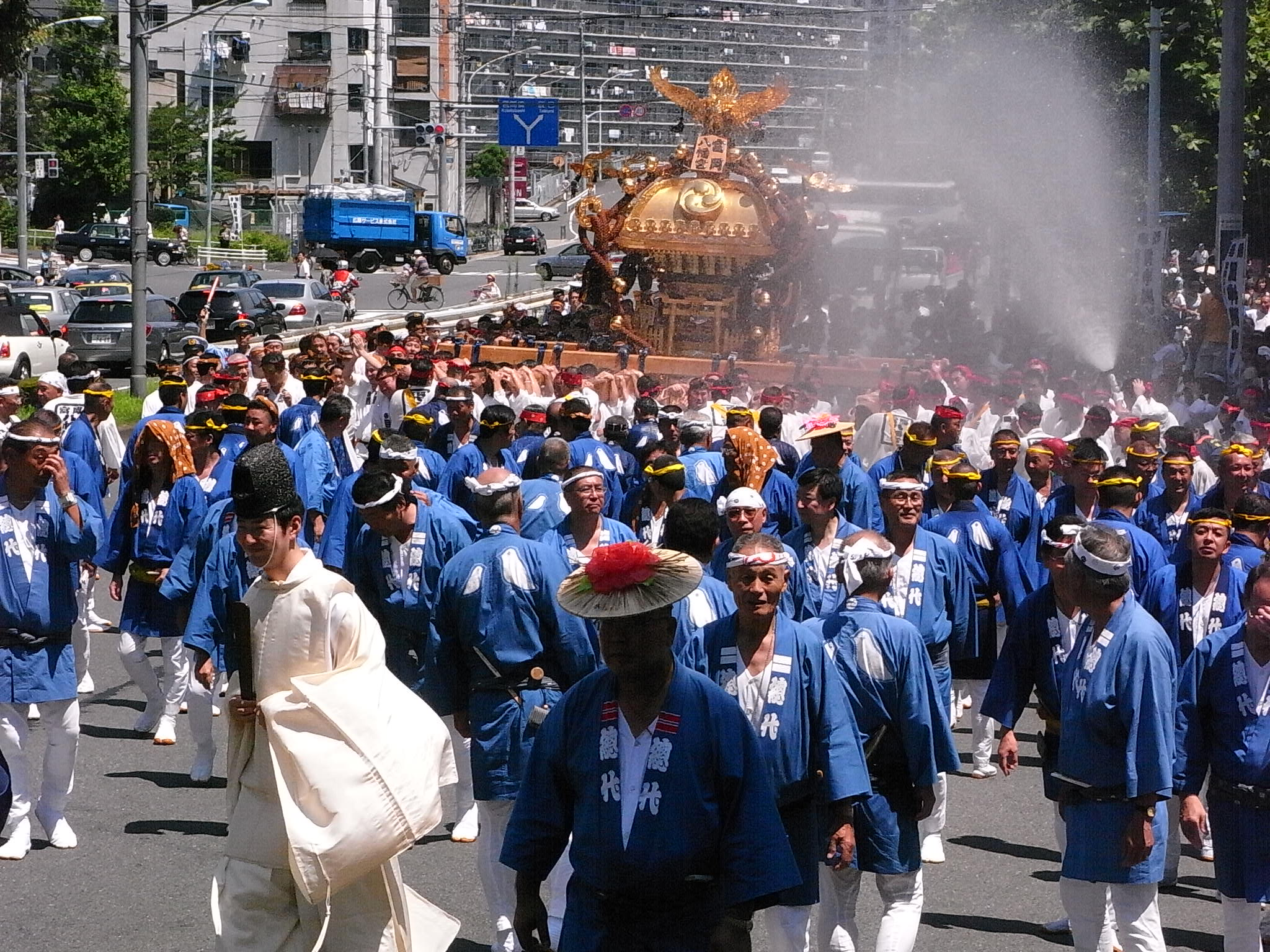
نمایی از جشن فوکاگاوا در معبد تومی‌اوکا هاچیمانگو - ۱۶ آگوست ۲۰۰۹

جشن فوکاگاوا (به ژاپنی: 深川祭) یکی از جشن‌های توکیو پایتخت ژاپن است. این جشن هر ساله یکبار در اطراف روز ۱۵ ماه آگوست هشتمین ماه سال میلادی، در معبد تومی‌اوکا هاچیمانگو واقع در کوتو برگزار می‌شود. جشن فوکاگاوا در کنار جشن کاندا و جشن سانئو، سه جشن بزرگ ادو نامیده می‌شوند.